# Charles Leslie Wrenn
Charles Leslie Wrenn auch C. L. Wrenn (* 1895; † 31. Mai 1969) war ein britischer Philologe und Professor für angelsächsische Sprachwissenschaften (englisch Rawlinson and Bosworth Professor of Anglo-Saxon). Wrenn war zudem als Illustrator tätig beispielsweise für die Bücher I spy von Natalie Sumner Lincoln oder Uncle Noah’s Christmas party von Leona Dalrymple.

## Leben
Wrenn unterrichtete 1945 bis 1963 als Fellow des Pembroke College an der Universität Oxford. Er übernahm 1946 als Nachfolger von J. R. R. Tolkien die Stelle des „Rawlinson and Bosworth Professor of Anglo-Saxon“. Wie Tolkien war er ein Mitglied Vereinigung der „Inklings“, denen weitere Professoren und Schriftsteller wie C. S. Lewis, Nevill Coghill, Colin Hardie oder Hugo Dyson angehörten.

## Schriften (Auswahl)
- The poetry of Caedmon. In: Sir Israel Gollancz memorial lecture. London um 1946, OCLC 799171.
- The English language. In: Home study books, 8. Methuen, London um 1949, OCLC 2157330.
- mit J. R. Clark Hall, Fr. Klaeber, J. R. R. Tolkien: Beowulf: with the Finnesburg fragment. Allen & Unwin, London um 1950, OCLC 1498992.
- mit Randolph Quirk: An Old English grammar. In: Methuen’s Old English library. Holt, Rinehart & Winston, New York, OCLC 317904.
- mit Norman Davis: English and medieval studies, presented to J.R.R. Tolkien on the occasion of his seventieth birthday. Allen & Unwin, London um 1962, OCLC 316351.
- Anglo-Saxon poetry and the amateur archaeologist. In: Chambers Memorial lectures. University College, London 1962, OCLC 4427773.
- mit R. W. Chambers: Beowulf: an introduction to the studies of the poem with a discussion of the stories of Offa and Finn. Cambridge University Press, Cambridge 1963, OCLC 9763509.
- Word and symbol: studies in English language. In: English language series. Longmans, London 1967, OCLC 317280.
- A study of Old English literature. W.W. Norton, New York 1968, OCLC 403358.
- The idea of comparative literature. vermutlich in Cambridge, 1968, OCLC 193427.